# Zuid-Amerikaans kampioenschap voetbal onder 17 - 2013
De Zuid-Amerikaans kampioenschap voetbal onder 17 van 2013 werd gehouden van 2 april tot en met 28 april 2013 in Argentinië. Argentinië werd kampioen.
Dit toernooi dient tevens als kwalificatietoernooi voor het wereldkampioenschap voetbal onder 17 van 2013, dat van 17 oktober tot en met 8 november in Verenigde Arabische Emiraten wordt gespeeld. De vier beste landen van dit toernooi plaatsen zich, dat zijn Brazilië, Argentinië, Venezuela en Uruguay.

## Deelnemende teams
- Argentinië (gastland)
- Bolivia
- Brazilië
- Chili
- Colombia
- Ecuador
- Paraguay
- Peru
- Uruguay
- Venezuela

## Speelsteden
| Mendoza                     | San Juan                               |
| --------------------------- | -------------------------------------- |
| Estadio Malvinas Argentinas | Estadio Provincial Juan Gilberto Funes |
| Capaciteit: 40.268          | Capaciteit: 25.000                     |
| Stadion Malvinas Argentinas |                                        |

## Groepsfase

### Groep A
| Team       | Gsp | G | G | V | DV | DT | DS | Pnt |
| ---------- | --- | - | - | - | -- | -- | -- | --- |
| Paraguay   | 4   | 2 | 2 | 0 | 7  | 2  | +5 | 8   |
| Argentinië | 4   | 2 | 0 | 2 | 7  | 7  | 0  | 6   |
| Venezuela  | 4   | 1 | 2 | 1 | 1  | 3  | –2 | 5   |
| Ecuador    | 4   | 1 | 1 | 2 | 2  | 4  | –2 | 4   |
| Colombia   | 4   | 0 | 3 | 1 | 3  | 4  | –1 | 3   |

|                    |            |         |            |                                                                                       |
| 2 april 2013 17:05 | Paraguay   | 1–1     | Colombia   | Estadio Provincial Juan Gilberto Funes, San Juan Scheidsrechter: Fernando Falce (URU) |
| 2 april 2013 17:05 | Medina 60' | Verslag | Torres 63' | Estadio Provincial Juan Gilberto Funes, San Juan Scheidsrechter: Fernando Falce (URU) |

|                    |            |         |                            |                                                                                                |
| 2 april 2013 19:10 | Argentinië | 0–2     | Ecuador                    | Estadio Provincial Juan Gilberto Funes, San Juan Scheidsrechter: Paulo Cesar De Oliveira (ARG) |
| 2 april 2013 19:10 |            | Verslag | Porozo 43' Vega 51' (e.d.) | Estadio Provincial Juan Gilberto Funes, San Juan Scheidsrechter: Paulo Cesar De Oliveira (ARG) |

|                    |         |         |           |                                                                                    |
| 4 april 2013 17:05 | Ecuador | 0–1     | Venezuela | Estadio Provincial Juan Gilberto Funes, San Juan Scheidsrechter: José Jordán (BOL) |
| 4 april 2013 17:05 |         | Verslag | Ponce 16' | Estadio Provincial Juan Gilberto Funes, San Juan Scheidsrechter: José Jordán (BOL) |

|                    |                     |         |                                 |                                                                                       |
| 4 april 2013 19:10 | Argentinië          | 1–3     | Paraguay                        | Estadio Provincial Juan Gilberto Funes, San Juan Scheidsrechter: Julio Bascuñán (COL) |
| 4 april 2013 19:10 | S. López 11' (e.d.) | Verslag | Sanabria 10', 30' Cáceres 90+1' | Estadio Provincial Juan Gilberto Funes, San Juan Scheidsrechter: Julio Bascuñán (COL) |

|                    |                             |         |           |                                                                                                |
| 6 april 2013 17:05 | Argentinië                  | 3–0     | Venezuela | Estadio Provincial Juan Gilberto Funes, San Juan Scheidsrechter: Diego Mirko Haro Sueldo (PER) |
| 6 april 2013 17:05 | Driussi 4', 63' Sánchez 15' | Verslag |           | Estadio Provincial Juan Gilberto Funes, San Juan Scheidsrechter: Diego Mirko Haro Sueldo (PER) |

|                    |         |     |          | |
| 6 april 2013 19:10 | Ecuador | 0–0 | Colombia | Estadio Provincial Juan Gilberto Funes, San Juan Scheidsrechter: Pericles Bassols Pegado Cortez (BRA) |
| 6 april 2013 19:10 | Verslag |     |          | Estadio Provincial Juan Gilberto Funes, San Juan Scheidsrechter: Pericles Bassols Pegado Cortez (BRA) |

|                    |                              |         |         |                                                                                     |
| 8 april 2013 17:05 | Paraguay                     | 3–0     | Ecuador | Estadio Provincial Juan Gilberto Funes, San Juan Scheidsrechter: Carlos Ulloa (COL) |
| 8 april 2013 17:05 | Medina 50', 83' Sanabria 53' | Verslag |         | Estadio Provincial Juan Gilberto Funes, San Juan Scheidsrechter: Carlos Ulloa (COL) |

|                    |          |     |           |                                                                                       |
| 8 april 2013 19:10 | Colombia | 0–0 | Venezuela | Estadio Provincial Juan Gilberto Funes, San Juan Scheidsrechter: Fernando Falce (URU) |
| 8 april 2013 19:10 | Verslag  |     |           | Estadio Provincial Juan Gilberto Funes, San Juan Scheidsrechter: Fernando Falce (URU) |

|                     |          |     |           | |
| 10 april 2013 17:05 | Paraguay | 0–0 | Venezuela | Estadio Provincial Juan Gilberto Funes, San Juan Scheidsrechter: =Pericles Bassols Pegado Cortez (BRA) |
| 10 april 2013 17:05 | Verslag  |     |           | Estadio Provincial Juan Gilberto Funes, San Juan Scheidsrechter: =Pericles Bassols Pegado Cortez (BRA) |

|                     |                                 |         |                          |                                                                                    |
| 10 april 2013 19:10 | Argentinië                      | 3–2     | Colombia                 | Estadio Provincial Juan Gilberto Funes, San Juan Scheidsrechter: José Jordán (BOL) |
| 10 april 2013 19:10 | Vega 13' Pérez 41' Leszczuk 61' | Verslag | Rodríguez 50' Moreno 85' | Estadio Provincial Juan Gilberto Funes, San Juan Scheidsrechter: José Jordán (BOL) |

### Groep B
| Team     | Gsp | G | G | V | DV | DT | DS | Pnt |
| -------- | --- | - | - | - | -- | -- | -- | --- |
| Brazilië | 4   | 3 | 1 | 0 | 8  | 2  | +6 | 10  |
| Uruguay  | 4   | 2 | 2 | 0 | 9  | 3  | +6 | 8   |
| Peru     | 4   | 1 | 1 | 2 | 2  | 6  | −4 | 4   |
| Chili    | 4   | 0 | 3 | 1 | 3  | 4  | –1 | 3   |
| Bolivia  | 4   | 0 | 1 | 3 | 3  | 10 | −7 | 1   |

|                    |                                |         |      |                                                                           |
| 3 april 2013 17:05 | Uruguay                        | 2–0     | Peru | Estadio Malvinas Argentinas, Mendoza Scheidsrechter: Ulises Mereles (PAR) |
| 3 april 2013 17:05 | Buschiazzo 22' K. Méndez 90+1' | Verslag |      | Estadio Malvinas Argentinas, Mendoza Scheidsrechter: Ulises Mereles (PAR) |

|                    |             |         |       |                                                                         |
| 3 april 2013 19:10 | Brazilië    | 1–0     | Chili | Estadio Malvinas Argentinas, Mendoza Scheidsrechter: Adrián Vélez (COL) |
| 3 april 2013 19:10 | Kennedy 24' | Verslag |       | Estadio Malvinas Argentinas, Mendoza Scheidsrechter: Adrián Vélez (COL) |

|                    |              |         |               |                                                                        |
| 5 april 2013 17:05 | Chili        | 1–1     | Bolivia       | Estadio Malvinas Argentinas, Mendoza Scheidsrechter: José Argote (VEN) |
| 5 april 2013 17:05 | Carvallo 86' | Verslag | Algarañaz 58' | Estadio Malvinas Argentinas, Mendoza Scheidsrechter: José Argote (VEN) |

|                    |              |         |             |                                                                           |
| 5 april 2013 19:10 | Brazilië     | 1–1     | Uruguay     | Estadio Malvinas Argentinas, Mendoza Scheidsrechter: Germán Delfino (ARG) |
| 5 april 2013 19:10 | Mosquito 52' | Verslag | Latorre 42' | Estadio Malvinas Argentinas, Mendoza Scheidsrechter: Germán Delfino (ARG) |

|                    |            |         |           |                                                                              |
| 7 april 2013 17:05 | Uruguay    | 1–1     | Chili     | Estadio Malvinas Argentinas, Mendoza Scheidsrechter: =Marlon Escalante (VEN) |
| 7 april 2013 17:05 | Latorre 1' | Verslag | Vegas 42' | Estadio Malvinas Argentinas, Mendoza Scheidsrechter: =Marlon Escalante (VEN) |

|                    |             |         |         |                                                                          |
| 7 april 2013 19:10 | Peru        | 1–0     | Bolivia | Estadio Malvinas Argentinas, Mendoza Scheidsrechter: Silvio Trucco (ARG) |
| 7 april 2013 19:10 | Artiaga 64' | Verslag |         | Estadio Malvinas Argentinas, Mendoza Scheidsrechter: Silvio Trucco (ARG) |

|                    |                    |         |            |                                                                           |
| 9 april 2013 17:05 | Chili              | 1–1     | Peru       | Estadio Malvinas Argentinas, Mendoza Scheidsrechter: Ulises Mereles (PAR) |
| 9 april 2013 17:05 | Medel 90+2' (pen.) | Verslag | Garcés 59' | Estadio Malvinas Argentinas, Mendoza Scheidsrechter: Ulises Mereles (PAR) |

|                    |                                    |         |            |                                                                           |
| 9 april 2013 19:10 | Brazilië                           | 3–1     | Bolivia    | Estadio Malvinas Argentinas, Mendoza Scheidsrechter: Roddy Zambrana (ECU) |
| 9 april 2013 19:10 | Boschilia 49' Kenedy 73' Abner 83' | Verslag | Flores 44' | Estadio Malvinas Argentinas, Mendoza Scheidsrechter: Roddy Zambrana (ECU) |

|                     |                                                      |         |            |                                                                         |
| 11 april 2013 17:05 | Uruguay                                              | 5–1     | Bolivia    | Estadio Malvinas Argentinas, Mendoza Scheidsrechter: Adrián Vélez (COL) |
| 11 april 2013 17:05 | K. Méndez 8' F. Acosta 34', 38', 48' Pizzichillo 57' | Verslag | Aquino 71' | Estadio Malvinas Argentinas, Mendoza Scheidsrechter: Adrián Vélez (COL) |

|                     |                                        |         |      |                                                                          |
| 11 april 2013 19:10 | Brazilië                               | 3–0     | Peru | Estadio Malvinas Argentinas, Mendoza Scheidsrechter: Silvio Trucco (ARG) |
| 11 april 2013 19:10 | Lincoln 29' Caio Rangel 46' Kenedy 71' | Verslag |      | Estadio Malvinas Argentinas, Mendoza Scheidsrechter: Silvio Trucco (ARG) |

## Finaleronde
| Team       | Pnt | AW | G | G | V | DV | DT | DS |
| ---------- | --- | -- | - | - | - | -- | -- | -- |
| Argentinië | 9   | 5  | 2 | 3 | 0 | 10 | 6  | +4 |
| Venezuela  | 9   | 5  | 2 | 3 | 0 | 7  | 5  | +2 |
| Brazilië   | 9   | 5  | 2 | 3 | 0 | 6  | 4  | +2 |
| Uruguay    | 8   | 5  | 2 | 2 | 1 | 11 | 9  | +2 |
| Paraguay   | 4   | 5  | 1 | 1 | 3 | 7  | 10 | –3 |
| Peru       | 0   | 5  | 0 | 0 | 5 | 6  | 13 | –7 |

|                     |              |         |         |                                                                                       |
| 14 april 2013 15:00 | Brazilië     | 1–0     | Uruguay | Estadio Provincial Juan Gilberto Funes, La Punta Scheidsrechter: Julio Bascuñán (COL) |
| 14 april 2013 15:00 | Mosquito 21' | Verslag |         | Estadio Provincial Juan Gilberto Funes, La Punta Scheidsrechter: Julio Bascuñán (COL) |

|                     |          |         |           |                                                                                      |
| 14 april 2013 17:05 | Paraguay | 0–1     | Venezuela | Estadio Provincial Juan Gilberto Funes La Punta Scheidsrechter: Germán Delfino (ARG) |
| 14 april 2013 17:05 |          | Verslag | Ponce 54' | Estadio Provincial Juan Gilberto Funes La Punta Scheidsrechter: Germán Delfino (ARG) |

|                     |                       |         |      |                                                                                       |
| 14 april 2013 19:10 | Argentinië            | 2–0     | Peru | Estadio Provincial Juan Gilberto Funes, La Punta Scheidsrechter: Roddy Zambrana (ECU) |
| 14 april 2013 19:10 | Pérez 42' Sánchez 51' | Verslag |      | Estadio Provincial Juan Gilberto Funes, La Punta Scheidsrechter: Roddy Zambrana (ECU) |

|                     |                                              |         |            |                                                                                    |
| 17 april 2013 15:00 | Paraguay                                     | 3–1     | Peru       | Estadio Provincial Juan Gilberto Funes, La Punta Scheidsrechter: José Jordán (BOL) |
| 17 april 2013 15:00 | A. Sanabria 54' Medina 65' J. Sanabria 90+1' | Verslag | Garcés 72' | Estadio Provincial Juan Gilberto Funes, La Punta Scheidsrechter: José Jordán (BOL) |

|                     |               |         |                  |                                                                                     |
| 17 april 2013 17:05 | Brazilië      | 1–1     | Venezuela        | Estadio Provincial Juan Gilberto Funes, La Punta Scheidsrechter: Carlos Ulloa (COL) |
| 17 april 2013 17:05 | Boschilia 26' | Verslag | Ponce 74' (pen.) | Estadio Provincial Juan Gilberto Funes, La Punta Scheidsrechter: Carlos Ulloa (COL) |

|                     |                           |         |                                        |                                                                                      |
| 17 april 2013 19:10 | Argentinië                | 3–3     | Uruguay                                | Estadio Provincial Juan Gilberto Funes , La Punta Scheidsrechter: Adrián Vélez (COL) |
| 17 april 2013 19:10 | Driussi 3', 12' Storm 89' | Verslag | Benítez 45+3' Acosta 46' K. Méndez 75' | Estadio Provincial Juan Gilberto Funes , La Punta Scheidsrechter: Adrián Vélez (COL) |

|                     |                |         |              |                                                                                       |
| 21 april 2013 15:00 | Venezuela      | 2–1     | Peru         | Estadio Provincial Juan Gilberto Funes, La Punta Scheidsrechter: Germán Delfino (ARG) |
| 21 april 2013 15:00 | Ponce 58', 75' | Verslag | da Silva 34' | Estadio Provincial Juan Gilberto Funes, La Punta Scheidsrechter: Germán Delfino (ARG) |

|                     |                 |         |                                    |                                                                                                |
| 21 april 2013 17:05 | Paraguay        | 1–3     | Uruguay                            | Estadio Provincial Juan Gilberto Funes, La Punta Scheidsrechter: Paulo César de Oliveira (BRA) |
| 21 april 2013 17:05 | A. Sanabria 69' | Verslag | Benítez 1' K. Méndez 9' Acosta 17' | Estadio Provincial Juan Gilberto Funes, La Punta Scheidsrechter: Paulo César de Oliveira (BRA) |

|                     |          |     |            |                                                                                         |
| 21 april 2013 19:10 | Brazilië | 0–0 | Argentinië | Estadio Provincial Juan Gilberto Funes, La Punta Scheidsrechter: Marlon Escalante (VEN) |
| 21 april 2013 19:10 | Verslag  |     |            | Estadio Provincial Juan Gilberto Funes, La Punta Scheidsrechter: Marlon Escalante (VEN) |

|                     |           |         |            |                                                                                    |
| 24 april 2013 15:00 | Venezuela | 1–1     | Uruguay    | Estadio Provincial Juan Gilberto Funes, La Punta Scheidsrechter: José Jordán (BOL) |
| 24 april 2013 15:00 | Ponce 81' | Verslag | Acosta 41' | Estadio Provincial Juan Gilberto Funes, La Punta Scheidsrechter: José Jordán (BOL) |

|                     |                        |         |            |                                                                                       |
| 24 april 2013 17:05 | Brazilië               | 2–1     | Peru       | Estadio Provincial Juan Gilberto Funes, La Punta Scheidsrechter: Julio Bascuñán (COL) |
| 24 april 2013 17:05 | Kenedy 53' Ewandro 85' | Verslag | Garcés 90' | Estadio Provincial Juan Gilberto Funes, La Punta Scheidsrechter: Julio Bascuñán (COL) |

|                     |           |        |                                            |                                                                                     |
| 24 april 2013 19:10 | Paraguay  | 1–3    | Argentinië                                 | Estadio Provincial Juan Gilberto Funes, La Punta Scheidsrechter: Carlos Ulloa (COL) |
| 24 april 2013 19:10 | López 89' | Report | Leszczuk 25' Driussi 33' Astina 40' (pen.) | Estadio Provincial Juan Gilberto Funes, La Punta Scheidsrechter: Carlos Ulloa (COL) |

|                     |                                |     |                 |                                                                                     |
| 28 april 2013 15:00 | Paraguay                       | 2–2 | Brazilië        | Estadio Provincial Juan Gilberto Funes, La Punta Scheidsrechter: Adrián Vélez (COL) |
| 28 april 2013 15:00 | Martínez 19' A. Sanabria 90+2' |     | Kenedy 33', 79' | Estadio Provincial Juan Gilberto Funes, La Punta Scheidsrechter: Adrián Vélez (COL) |

|                     |                                     |     |                               |                                                                                     |
| 28 april 2013 17:05 | Uruguay                             | 4–3 | Peru                          | Estadio Provincial Juan Gilberto Funes, La Punta Scheidsrechter: Carlos Ulloa (CHI) |
| 28 april 2013 17:05 | Acosta 4', 30' Pizzichillo 18', 66' |     | da Silva 20', 64' Artiaga 69' | Estadio Provincial Juan Gilberto Funes, La Punta Scheidsrechter: Carlos Ulloa (CHI) |

|                     |                 |     |                    |                                                                                       |
| 28 april 2013 19:10 | Argentinië      | 2–2 | Venezuela          | Estadio Provincial Juan Gilberto Funes, La Punta Scheidsrechter: Roddy Zambrano (ECU) |
| 28 april 2013 19:10 | Suárez 20', 73' |     | Ponce 16' Peña 90' | Estadio Provincial Juan Gilberto Funes, La Punta Scheidsrechter: Roddy Zambrano (ECU) |